# 방글라데시 해군
방글라데시 해군(벵골어: বাংলাদেশ নৌবাহিনী)은 방글라데시의 118,813 평방 킬로미터 (45,874 평방 마일)의 해상 영토와 중요 항구, 군사 기지 및 경제 구역의 방어를 담당하는 방글라데시군의 해군 전쟁 부서이다. 방글라데시 해군의 주요 역할은 국내외에서 국가의 경제적, 군사적 이익을 보호하는 것이다. 방글라데시 해군은 또한 방글라데시의 최전방 재난 관리 부대이며, 해외의 인도주의적 임무에 참여한다. 그것은 대테러 노력에 있어 지역의 핵심적인 역할을 하고 있으며, 유엔과 함께 세계 평화 유지에 관여하고 있다.

## 역사

### 기원
방글라데시 해군은 1971년 파키스탄에 대한 방글라데시 독립 전쟁 동안 방글라데시군의 일부로 창설되었다. 공식적으로 창설된 날짜는 1971년 방글라데시 부문 사령관 회의 기간 중인 1971년 7월이다. 1971년 서파키스탄이 동파키스탄에서 잔혹한 군사적 진압을 가하면서 방글라데시 독립 전쟁이 이미 진행 중이었다. 파키스탄 해군의 많은 벵골인 선원과 장교들이 초기 방글라데시 해군을 구성하기 위해 망명했다. 처음에는 PADMA와 PALASH, 두 척의 배와 45명의 해군 인력이 있었다. 1971년 11월 9일, 6척의 소형 경비함으로 구성된 첫 번째 해군 함대가 출범했다. 이 배들은 파키스탄 함대에 대한 공습을 수행하려고 했지만, 1971년 12월 10일, 인도 공군에 의해 실수로 부딪혀 침몰했다. 다음 주요 공격은 몽라 항구에서 시작되었다. 방글라데시 해군의 공식 수치에 따르면, 총 334명의 선원이 새로 창설된 해군에 참여했으며, 22명이 전사했다.

### 20세기 말까지 독립
해군은 전쟁 중 전통적인 해군 작전과 게릴라전을 포함한 파격적인 특공대 작전 등 45차례에 걸쳐 작전을 수행했다. 1차 대전 때는 벵골인 귀순 병사들이 유격대에 가담했다. 독립 전쟁 당시 해군 요소의 형성을 개척한 것은 프랑스에서 건조 중이던 파키스탄 해군의 PNS 망로에서 귀순한 선원 8명이었다. 이후 많은 해군 인력이 참여했다. 독립 전쟁 당시 동파키스탄은 11개의 섹터로 나뉘었다. 섹터 10을 제외한 각 섹터에는 사령관과 분계된 책임 지역이 있었다. 섹터 10은 명목상으로는 해안 벨트를 담당했지만 실제로는 국가 전체에서 운용되었다.
1971년에 점령군은 항구와 항구를 운영하고 통신선을 개방하는 것이 필수적이었다. 방글라데시 해군은 통신선을 차단하고, 바다와 강 항구를 운영하지 못하게 하기 위해 싸웠다. 그들은 많은 강 항구를 포함한 모든 항구를 공격했다. 잭팟 작전은 가장 잘 알려지고 가장 성공적인 작전들 중 하나이다. 그들은 순찰선으로 파수르강 해협에서 채굴을 수행했다. 다른 전투기들과 함께 그들은 또한 파키스탄군에 대한 공격을 수행했다. 그 결과, 방글라데시는 가능한 한 짧은 시간 내에 독립 국가가 되었다.
독립 이후, 특히 1970년대에, 추가적인 해군 기반 시설이 요구되었다. 두 척의 전 영국 왕립 해군 프리깃함이 각각 1976년과 1978년에 BNS 우마르 파루크와 BNS 알리 하이더로 방글라데시 해군에 합류했다. 1982년에 세 번째 전 영국 해군 프리깃함이 BNS 아부 바크로 BN에 합류했다. 이 세 척의 프리깃함을 인수하는 것은 방글라데시 해군의 주요 기반으로 여겨진다.

## 교육기관
방글라데시 해군사관학교는 방글라데시 해군의 미래 장교가 될 해군 사관생도들의 본거지이다. 이 학교는 해군 사관생도들에게 교육, 운동 및 군사 훈련을 제공한다. 이 학교는 또한 카타르, 스리랑카, 몰디브 및 팔레스타인 해군의 해군 인력을 포함한 연합 해군 장교들에게 훈련 프로그램을 제공한다.

## 장비
2020년 11월, 현재 방글라데시 해군은 유도탄 호위함 5척, 초계함 2척, 코르벳 6척, 다양한 유형(초계함, 미사일 함정, 기뢰 사냥꾼 포함)의 소규모 지상 전투원 38명과 지상 자산으로 30명의 보조 인력을 보유하고 있다. 잠수함에는 디젤 전기 공격 잠수함 2척이 탑재되어 있다. 해군 항공 날개는 고정익 항공기와 회전익 항공기를 모두 운용한다. 해군도 SWADS라는 특수부대를 유지하고 있다.

### 잠수함
방글라데시 해군의 잠수함 부대는 2017년 3월 12일, 035G형 잠수함 2척을 건조하여 창설되었다.

## 같이 보기
- 방글라데시 육군
- 방글라데시 공군